# Towhid
Towhid  est un quartier du centre-ville de Téhéran, la capitale de l'Iran. Le 6 décembre 2005 un C-130 de l'armée iranienne s'est écrasé sur un immeuble du quartier, accident où ont été tuées 111 personnes.
Le quartier est desservi par les lignes 4 et 7 du métro de Téhéran (station Towhid).